# Aisling Franciosi
Aisling Franciosi (Dublin, 6 juni 1993) is een Ierse actrice. 

## Biografie
Franciosi werd geboren in Dublin en groeide op bij een Italiaanse vader en Ierse moeder in een gezin van drie kinderen. Zij spreekt hierdoor vloeiend Engels en Italiaans. Zij studeerde Frans en Spaans aan de Trinity College in Dublin. 
Franciosi begon in 2012 als jeugdactrice met acteren in de televisieserie Trivia, waarna zij nog meerdere rollen speelde in televisieseries en films. 

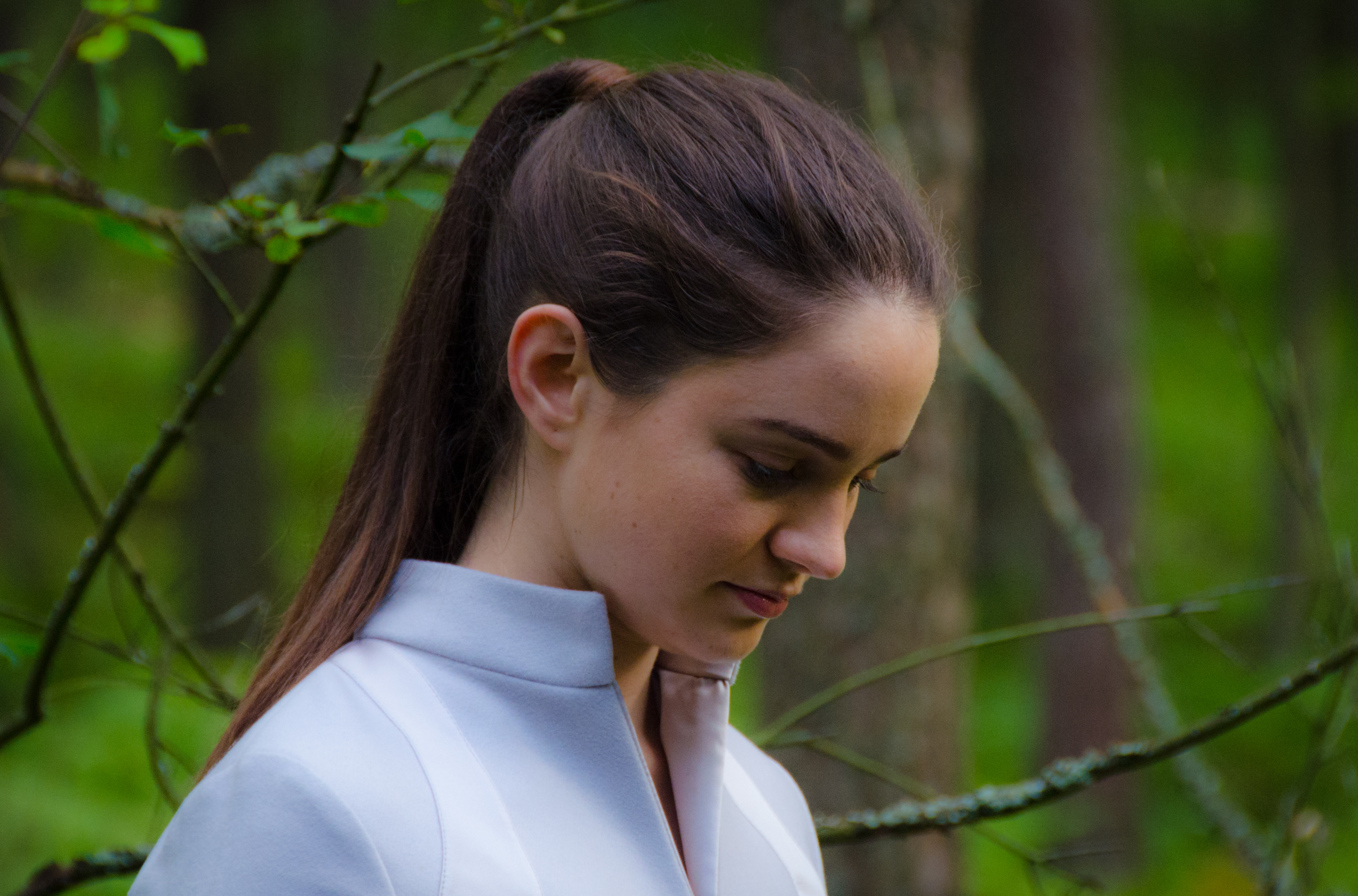
Aisling Franciosi

## Filmografie

### Films
- 2025: Twinless - als Marcie
- 2022: God's Creatures - als Sarah Murphy
- 2021: The Unforgivable - als Katherine Malcolm
- 2018: The Nightingale - als Clare
- 2014: Jimmy's Hall - als Marie

### Televisieseries
Uitgezonderd eenmalige gastrollen.
- 2020 Black Narcissus - als zuster Ruth - 3 afl.
- 2020 I Know This Much Is True - als jonge Dessa - 3 afl.
- 2018 Genius - als Fernande Olivier - 6 afl.
- 2016-2017 Game of Thrones - als Lyanna Stark - 2 afl.
- 2017 Clique - als Georgia Cunningham - 6 afl.
- 2013-2016 The Fall - als Katie Benedetto - 16 afl.
- 2015 Legends - als Kate Crawford - 10 afl.
- 2014 Quirke - als Phoebe Griffin - 3 afl.